# Margarinotus hudsonicus
Margarinotus hudsonicus är en skalbaggsart som först beskrevs av Thomas Casey 1893.  Margarinotus hudsonicus ingår i släktet Margarinotus och familjen stumpbaggar. Inga underarter finns listade i Catalogue of Life.